# Mallada maquilingi
Mallada maquilingi är en insektsart som först beskrevs av Banks 1937.  Mallada maquilingi ingår i släktet Mallada och familjen guldögonsländor. Inga underarter finns listade i Catalogue of Life.